# デ・ラ・ソウル
デ・ラ・ソウル（De La Soul）は、ニューヨークのロングアイランドで結成された、アメリカのヒップホップ・グループ。
結成以来長年にわたってア・トライブ・コールド・クエストやジャングル・ブラザーズらと共にネイティブ・タンズの中心的グループとして活動しており、独自のユーモアセンスやユニークなサウンドを展開する等ジャズ・ラップやオルタナティブ・ヒップホップといったジャンルの発展に大きく貢献している。
その陽気な歌詞、革新的なサンプリング方法、ウィットに富んだスキットなどからデビュー・アルバム『スリー・フィート・ハイ・アンド・ライジング』は傑作と評されている。また、同アルバムに収録されている「Me Myself and I」は、アフリカ系アメリカ人の間で人気のあるファンカデリックの「Knee Deep」をサンプリングしている。
2006年にはゴリラズとコラボレーションした「Feel Good Inc.」でグラミー賞を受賞している。
メンバーの3人は同じ高校を卒業した同級生である。

## 他のミュージシャンとの活動
- プリンス・ポール（Prince Paul）

初期の作品の音楽プロデューサー。プリンス・ポールの紹介でトミー・ボーイとの契約を結ぶ。1989年にファースト・アルバムがリリースされる。
- ゴリラズ（Gorillaz）

ゴリラズのセカンド・アルバム『ディーモン・デイズ』からの楽曲「Feel Good Inc.」などで共演を果たし、グラミー賞では最優秀ポップ・ボーカル・コラボレーション賞の受賞を始め、数々の賞を獲得するなど大ヒットとなった。
- DOUBLE

日本の女性R&Bシンガー。楽曲「Say "I Gotta Believe!" featuring Double」で共演。

## メンバー
- ポス（Posdnuos）

MC、プロデュースを担当。最も過小評価されているMCと評される。
- トゥルーゴイ（Trugoy the Dove）

MC、プロデュースを担当。Trugoyとはヨーグルト(Yogurt)の綴りを逆にしたものであり、本人も「ヨーグルトが好きで、いつもよく食べる」と語っている程のヨーグルト好きである。2023年逝去。
- メイス（Maseo、Pasemaster Mase）

MC、プロデュース、DJを担当。自らを心の中ではBボーイと語り、サウンドには自らの日常の経験や社会情勢を取り入れている。

## ディスコグラフィ

### スタジオ・アルバム
- 『スリー・フィート・ハイ・アンド・ライジング』 - 3 Feet High and Rising (1989年、Tommy Boy)
- 『デ・ラ・ソウル・イズ・デッド』 - De La Soul Is Dead (1991年、Tommy Boy)
- 『バルーン・マインド・ステイト』 - Buhloone Mindstate (1993年、Tommy Boy)
- 『ステークス・イズ・ハイ』 - Stakes Is High (1996年、Tommy Boy)
- 『アート・オフィシャル・インテリジェンス (モザイク・サンプ)』 - Art Official Intelligence: Mosaic Thump (2000年、Tommy Boy)
- 『AOI:BIONIX』 - AOI: Bionix (2001年、Tommy Boy)
- 『ザ・グラインド・デイト』 - The Grind Date (2004年、Sanctuary)
- 『ファースト・サーヴ』 - Plug 1 & Plug 2 Present... First Serve (2012年、Jesgrew)
- 『アンド・ジ・アノニマス・ノーバディ』 - And the Anonymous Nobody... (2016年、AOI)

### EP
- Clear Lake Audiotorium (1994年、Tommy Boy)
- Days Off (2004年、HipHopSite.com)
- For Your Pain & Suffering (2016年)

### ライブ・アルバム
- Live at Tramps, NYC, 1996 (2004年、Rhino) ※ニューヨークで行われたライブ音源

### コンピレーション・アルバム
- 『リミクシーズ』 - Remixes (1991年、Sony)
- De La Remix (1992年、Tommy Boy)
- Timeless: The Singles Collection (2003年、Rhino)
- 『ザ・ベスト・オブ』 - The Best of De La Soul (2003年、Rhino)
- De La Mix Tape: Remixes, Rarities and Classics (2004年、Rhino)
- 『The Impossible Mission: Operation Japan』 - The Impossible: Mission TV Series – Pt. 1 (2006年、AOI)